# Andrea Růžičková

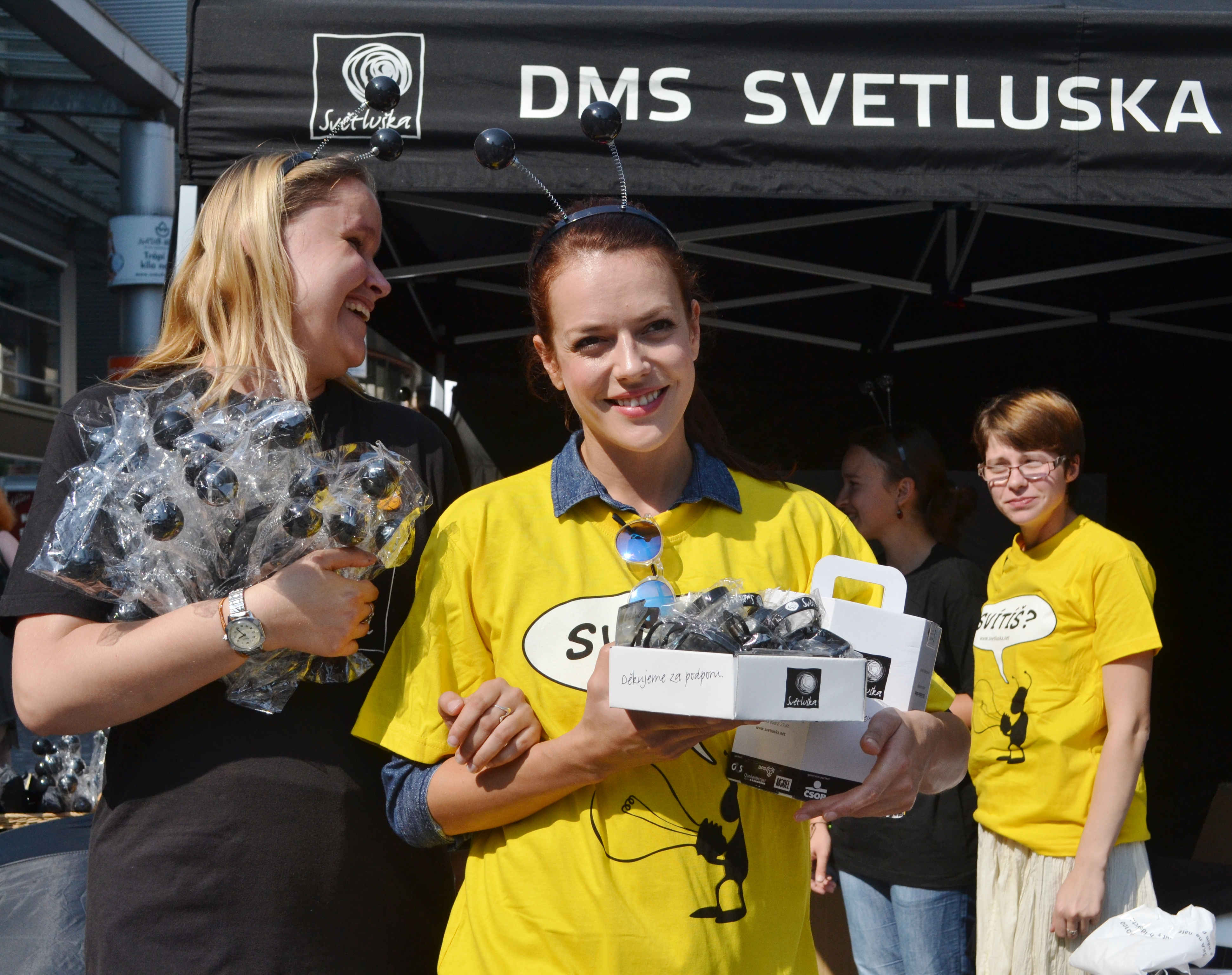
Andrea Růžičková v Praze během dobročinné akce nadace Světluška (2014)

Andrea Růžičková (* 21. července 1984, Vranov nad Topľou), rozená Kerestešová, je slovenská herečka a modelka, žije v Praze v České republice.

## Život
Andrea Kerestešová se narodila ve Vranově nad Topľou, její matka byla učitelkou. Po ukončení střední pedagogické školy vystudovala obor Učiteľstvo 1. stupeň a obor Tvorivá dramatika na Pedagogické fakultě Trnavské univerzity, kde získala titul magistr. Po ukončení školy účinkovala v reklamách, např. pro Vodafone.
Ve filmu se poprvé objevila v roce 2006, kdy účinkovala v české komedii Rafťáci. Ztvárnila zde hlavní ženskou postavu, Kláru (kvůli výraznému slovenskému přízvuku ji nadabovala Andrea Elsnerová). Na konci srpna 2009 začala Česká televize vysílat seriál Vyprávěj, ve kterém se ujala hlavní ženské role – Evy.
V srpnu 2016 se provdala za hudebníka Mikoláše Růžičku, hudebníka ze skupiny Republic of Two. V srpnu 2017 se jim narodil syn Tobiáš.
28. července 2019 oznámila druhé těhotenství. 31. prosince 2019 se jí narodil druhý syn Jáchym.

## Filmografie
- 2005 – 3 plus 1 s Miroslavem Donutilem (TV seriál)
- 2006 – Rafťáci [mluví Andrea Elsnerová]
- 2007 – Světla pasáže (TV seriál)
- 2009 – Vyprávěj (TV seriál)
- 2009 – Fabrika smrti: Mladá krv
- 2014 – Všiváci
- 2016 – Jak se zbavit nevěsty
- 2016–2021 Ordinace v růžové zahradě 2[6]
- 2022–Chlap (TV seriál)[7]